# Lusius gracilis
Lusius gracilis är en stekelart som beskrevs av Kusigemati 1986. Lusius gracilis ingår i släktet Lusius och familjen brokparasitsteklar. Inga underarter finns listade i Catalogue of Life.